# Ane (Overijssel)
Pour les articles homonymes, voir Âne (homonymie).
Ane est un petit village dans la commune néerlandaise de Hardenberg, dans la province d'Overijssel. Le 1er janvier 2006, le village comptait 532 habitants.
La Bataille de Ane en 1227, s'est déroulée près du village.